# Il buongiorno del mattino
Il buongiorno del mattino (Morning Glory) è un film del 2010 diretto da Roger Michell.

## Trama
Becky Fuller è una giovane produttrice televisiva ingaggiata da un canale televisivo per risollevare gli ascolti di un notiziario mattutino, Daybreak. Becky tenta quindi di rivitalizzare il programma con notizie e servizi frizzanti, e coinvolgendo con uno stratagemma il leggendario e pluripremiato giornalista Mike Pomeroy, già in forza al network ma privo di un effettivo incarico. Polemico e burbero, dal carattere impossibile, Pomeroy si rivelerà un vero osso duro: il lavoro di Becky sarà inoltre ostacolato dal perenne clima di ostilità che vige sia dietro le quinte che in onda tra Mike Pomeroy e la storica conduttrice dello show, Colleen Peck, un'ex reginetta di bellezza. Nel frattempo Becky oltre alla sua vita professionale dovrà gestire anche quella sentimentale, dopo aver incontrato Adam Bennett, un affascinante produttore con cui comincia a costruire una storia d'amore.

## Produzione
La produzione del film è stata avviata negli ultimi mesi del 2008 dalla Bad Robot Productions, casa di produzione cinematografica di J. J. Abrams, che figura come produttore insieme al suo collaboratore Bryan Burk, con cui ha già lavorato nei film Star Trek e Cloverfield, e in diverse serie televisive, tra cui Alias, Lost e Fringe. La sceneggiatura è stata scritta da  Aline Brosh McKenna, già autrice di 27 volte in bianco e Il diavolo veste Prada, mentre la regia è stata affidata a Roger Michell. Harrison Ford e Rachel McAdams sono stati i primi attori ad entrare a far parte del cast nel mese di dicembre 2008, rispettivamente per i ruoli del conduttore Mike Pomeroy e della giovane produttrice televisiva Becky Fuller. Nel mese di aprile 2009 furono ingaggiati anche Diane Keaton, per interpretare la conduttrice Colleen Peck, Jeff Goldblum, per il ruolo del capo di Becky Jerry Barnes, e Patrick Wilson, per interpretare il ruolo del produttore Adam Bennett. Nel film appaiono anche il trio dei G-Unit, composto da 50 Cent, Lloyd Banks e Tony Yayo, e il giornalista Miles O'Brien, che interpretano se stessi in alcuni cameo.. In una scena, alle spalle di Rachel McAdams, appaiono brevemente anche i Blue Man Group.
Le riprese si sono svolte dal 28 maggio al 10 agosto 2009 nella città di New York e presso i MediaMix Studios di Allendale, in New Jersey. Il 29 giugno, mentre girava una scena in cui lotta in un incontro di sumo, Diane Keaton ha riportato un lieve infortunio che l'ha fatta uscire dal set in barella e l'ha costretta ad una breve visita ospedaliera per accertamenti precauzionali.

## Distribuzione
Il film è stato distribuito nelle sale statunitensi a partire dal 10 novembre 2010 a cura della Paramount Pictures. In Italia è uscito il 4 marzo 2011.

## Accoglienza

### Incassi
Negli Stati Uniti il film ha incassato oltre 9 milioni di dollari durante il fine settimana d'esordio nelle sale e circa 31 milioni di dollari in totale. Complessivamente invece la pellicola ha incassato oltre 58 milioni di dollari.

### Critica
Le critiche sono quasi universalmente positive, in particolare modo è stata lodata l'interpretazione di Rachel McAdams nel ruolo di Becky Fuller. Il New York Times l'ha definita una «commedia passabile», giudicando in modo molto positivo l'interpretazione di Rachel McAdams. Commenti positivi per l'attrice canadese sono arrivati anche da Sean O'Connell su filmcritic.com, che ha apprezzato anche la chimica tra Harrison Ford e Diane Keaton. The Reel Critic ha giudicato la trama calda, divertente e coinvolgente, mentre Richard Propes su The Independent Critic ha spiegato come Rachel McAdams abbia dimostrato di essere un'attrice da non sottovalutare. Anche Reel Film ha fornito una recensione positiva, spiegando come l'atmosfera di per sé avvincente del film sia accentuata dal carisma dei vari interpreti.